# Corcoran (Californie)
Pour les articles homonymes, voir Corcoran et CRO.
Corcoran est une municipalité de Californie située dans le comté de Kings incorporée le 11 août 1914.
Corcoran possède un aéroport (Corcoran Airport, code AITA : CRO), et une gare de la société Amtrak.
La municipalité abrite aussi la prison d'État de Corcoran, un pénitencier pour hommes de l'État de Californie, où sont internés entre autres Sirhan Sirhan pour le meurtre de Robert Kennedy, le militant Black Panther Ruchell Magee, lié à George Jackson, pour enlèvement et meurtre, condamné à la prison à vie, ainsi que Charles Manson, chef de la « Famille » et commanditaire de plusieurs meurtres dont celui de Sharon Tate, épouse de Roman Polanski.
À cause de pompages agricoles à faible profondeur, la ville subit un important phénomène de tassement du sol : en certains points de la ville le niveau s'est abaissé de presque 4 mètres.

## Démographie
| 1920  | 1930  | 1940  | 1950  | 1960  | 1970  |
| ----- | ----- | ----- | ----- | ----- | ----- |
| 1 101 | 1 768 | 2 092 | 3 150 | 4 976 | 5 249 |

| 1980  | 1990   | 2000   | 2010   | - | - |
| ----- | ------ | ------ | ------ | - | - |
| 6 454 | 13 364 | 14 458 | 24 813 | - | - |